# Cornelia Sirch
Cornelia Sirch z domu Embacher (ur. 23 października 1966 w Erfurcie) – wschodnioniemiecka pływaczka. Medalistka olimpijska, mistrzostw świata i Europy.
Jest jedną z ofiar programu dopingowego stosowanego w latach 1976–1988 przez trenerów NRD. Odpowiedzialnymi za wdrożenie w życie programu dopingowego uznano dwóch działaczy sportowych. Manfred Ewald, szef federacji sportowej i Manfred Höppner odpowiedzialny za medycynę sportową w latach 80., skazani zostali odpowiednio na 22 i 10 miesięcy więzienia w zawieszeniu. Trenerzy wmawiali zawodnikom, że zażywają witaminy i sole mineralne.

## Wyróżnienia
- 1982: Najlepsza Pływaczka Roku w Europie